# Leo Prieto
Leopoldo « Leo » L. Prieto, né le 19 mai 1920 et décédé le 7 avril 2009, est un ancien entraîneur et dirigeant philippin de basket-ball. Il est le premier commissaire de la Philippine Basketball Association (1975-1983).